# ازنا
اَزنا یکی از شهرهای استان لرستان واقع در خاور این استان است. در سال ۱۳۹۵ جمعیت این شهر ۴۷٬۴۸۹ نفر و هفتمین شهر لرستان از نظر جمعیت است.
 در سال ۱۳۴۰ ازنا به عنوان مرکز بخش جاپلق در حوزه شهرستان الیگودرز ارتقاء پیدا نمود. در سال ۱۳۷۳ با تأسیس فرمانداری توسط علی محمد بشارتی وزیر کشور، این بخش از الیگودرز جدا و به شهرستان تبدیل شده و شهر ازنا مرکز آن شد.
بر اساس مستندات سازمان شهرداری‌ها و دهیاری‌های کشور، شهرداری ازنا از سال ۱۳۴۲ خورشیدی تأسیس شده و در سال ۱۴۰۱، درجه شهرداری این شهر ۸ بوده است.

## مردم‌شناسی

### مردم
مردم شهر ازنا از قوم لر می‌باشند

### زبان
بر پایه ایران اطلس ازبان اکثریت مردم ازنا لری با گویش بختیاری است.اقلیت های دیگری نیز به فارسی معیار و لری گاپله ایی سخن می گویند.فارسی زبان بومی و اجدادی مردم لرستان نیست با این حال زبان فارسی به عنوان زبان مادری و خانگی در بیشتر استان به ویژه در شهرها در حال ظهور است.مردم بومی این شهرستان به گویش لری محلی صحبت می کنند تا حدودی به زبان لری خرم آباد ولی با لهجه ی متفاوتی است. و ازگویش های قدیم می باشد و تا این زمان در سراسر شهرها و روستاها و بخش های لرستان ( ویسیان – چگنی – دورود – بروجرد با اندک تفاوت در لهجه رایج است.امروزه مردم شهرستان ازنا به زبان لری بختیاری و گاپله ای(لری) و فارسی(معیار) تکلم می کنند.

### گرجی های ازنا
گرجی‌های ازنا مهاجرین گرجستان و از مردم گرجی بوده‌اند که توسط شاه عباس به ایران کوچ کرده‌اند. اکنون و در اثر گذشت زمان، نژاد گرجی‌های ازنا با سایر اقوام این منطقه آمیخته شده‌است و دیگر به زبان گرجی صحبت نمی‌کنند . امروزه در روستای گرجی هیچ گرجستانی زندگی نمی‌کند و گرجی ها قبل از انقلاب ۵۷این دیار را ترک کرده‌اند.

### لری گاپله ایی
سایت ایران اطلس گویش گاپله ایی را یکی از گویش های بختیاری زیر شاخه زبان لری معرفی می کند.لهجه گاپله ای لهجه ای از گویش لری است که مردم منطقه جاپلق یعنی مردم بخش جاپلق ازنا و دهستان خمه الیگودرز و جنوب خمین در دشت جاپلق در استان لرستان به آن تکلم می کنند. این لهجه نزدیکی بسیاری با لری ثلاثی دارد اما در عین حال از لهجه اراکی نیز تاثیر گرفته است.فرهنگستان زبان لری درباره گویش گاپله ایی می نویسد:منطقه گسترده ای از شرق لرستان وغرب استان مرکزی را در برمی گیرد این گویش در منطقه شرق لرستان به علت تداخل با لری بختیاری به بختیاری نزدیک است اما در نواحی غربی استان مرکزی مثل شازند تمایل بشتری به گویش ثلاثی(یکی از گویش های لری مینجایی) دارد.در لرستان بسیاری از جاپلقی ها هرچند بازیر گویش ویژه جاپلقی سخن می گویند اما از نطر ریشه وتبار لربختیاری(چالنگ) هستند.

### جمعیت
بنا بر سرشماری نفوس و مسکن سال ۱۳۹۵ مرکز آمار ایران، جمعیت شهر ازنا ۴۷٬۴۸۹ نفر بوده است.

## مناطق دیدنی و گردشگری
چاه طیان
نام چشمه‌ای است که در کوهپایه رشته کوه اشترانکوه میان روستاهای بیدستانه و تیان شهرستان ازنا قرار گرفته است. این چشمه که گودالی سنگی به قطر ۳ الی ۴ متر و عمق ۵ متر می‌باشد، یکی از پدیده‌های جالب زمین‌شناسی است و در اوایل بهار به‌طور ناگهانی و به یکباره فوران کرده و پرآب می‌گردد. آب‌دهی آن زیاد بوده و تا ماه‌ها ادامه می‌یابد و پس از مدتی در اواخر تابستان و اوایل پاییز به همان نحو به یکباره خشک شده و تا سال آینده و دوره جدید، بی آب می‌گردد. کارشناسان احتمال داده‌اند، این امر ناشی از ذوب شدن برف‌های اشترانکوه و تونل‌های زیر زمینی بوده و آب برف‌ها در این محل از زمین فوران کرده و تشکیل چشمه می‌دهند. با سرد شدن هوا و بارش برف در اواخر تابستان و اوایل پاییز در اشترانکوه، این چشمه نیز تا دوره یا سال آینده خشک می‌گردد.
دره تخت
دره‌تخت یکی از روستاهای بخش مرکزی شهرستان ازنا واقع در سیزده کیلومتری جنوب این شهرستان در کوهپایه‌های اشترانکوه است. این روستا دارای حدود ۸۳۰ نفر جمعیت است و شغل اغلب مردم آن دامداری و کشاورزی است. در دره‌تخت استخرهای متعدد پرورش ماهی قزل آلای رنگین کمان با ظرفیت‌های گوناگون وجود دارد.
دره تخت به علت قرار گرفتن در کوهپایه اشترانکوه و بهره‌مندی از آب دائم و روان دارای نیروگاه تولید برق است که از آن علاوه بر تأمین برق روستاهای همجوار به شبکه سراسری برق در شهرستان ازنا نیز برق داده می‌شود.
آب و هوای مناسب این روستا، آن را به یکی از مناطق مناسب جهت کوچ تابستانه عشایر تبدیل کرده است. این روستا همچنین در لیست روستاهای هدف گردشگری استان قرار دارد. از جمله دیدنی‌های این روستا می‌توان به سراب‌های گوناگون که به رودخانه ماربره ختم می‌شوند، و همچنین طبیعت زیبای آن اشاره کرد. در فصل بهار دشت لاله‌های واژگون این روستا بسیار دیدنی است.
تونل برفی

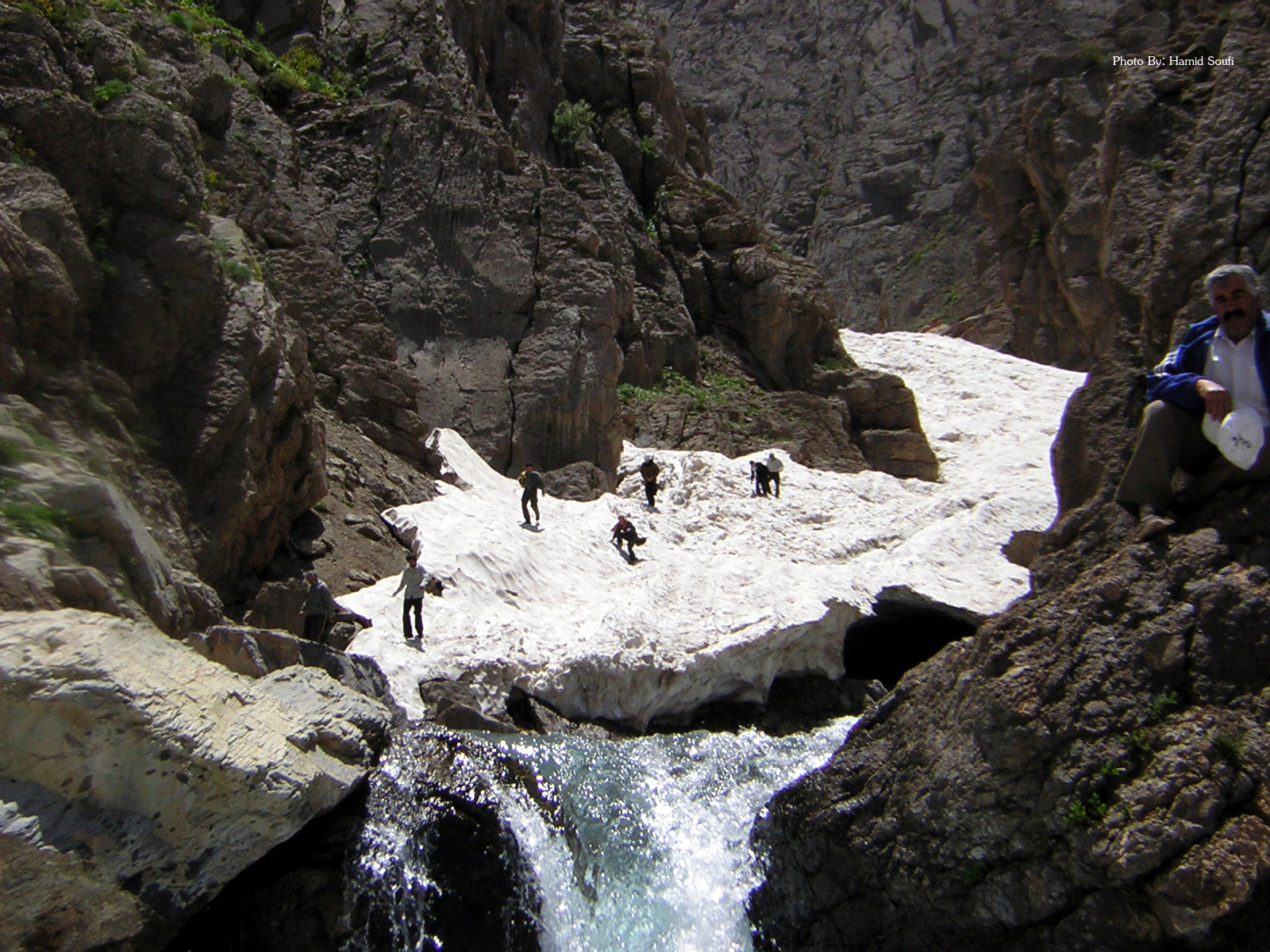
در مسیر تونل برفی

تونل برفی یکی از آثار طبیعی پیرامون شهر ازنا است. این تونل به‌صورت طبیعی در برف و یخ‌های دامنهٔ اشترانکوه در منطقهٔ کمندان (ازنا) شهرستان ازنا به‌وجود آمده است. طول این تونل بالغ بر ۸۰۰ متر و ارتفاع آن از کف تونل تا سقف بین ۵٫۲ تا ۳ متر است. از این تونل برفی فقط در فصل‌های بهار و تابستان می‌توان بازدید کرد و برای رسیدن به این تونل باید تا روستای کمندان با اتومبیل رفت و حدوداً دو ساعت نیز پیاده‌روی کرد.
دربند
دربند دهستانی بزرگ و سرسبز در جلگه شمالی اشتراکوه و در نزدیکی ازنا است که به خاطر وجود ایستگاه راه‌آهن در آن از این روستا بنام «ایستگاه دربند» هم یاد می‌کنند. از چشم‌انداز کوه اشترانکوه این روستا دیده می‌شود.
آبشار عروس

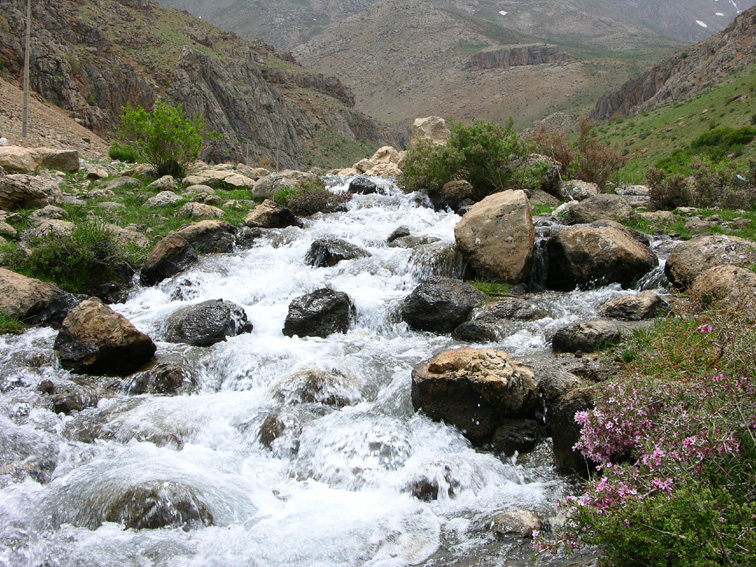
طبیعت اطراف شهر ازنا

آبشاری در دامنه‌های کوه در دره ازنا و در مسیر کلیدر تونل برفی است.
آبشار دره شِن
آبشار زیبایی در روستای احمدآباد و بالاتر از مقبره سید صوفی است.
تالاب خروسان
تالابی در ۲۸ کیلومتری شهر ازنا در روستای خروسان است.
امام زاده قاسم
مقبره تاریخی امام زاده قاسم که قدمت آن به دوران سلجوقیان می‌رسد و در آثار ملی ایران هم به ثبت رسیده است.
بام ازنا
بام ازنا یکی از مناطق گردشگری، تفریحی و ورزشی است که از سال ۱۳۹۶ کار احداث آن توسط سید مرتضی موسویان (شهردار وقت ازنا) شروع شد. این مکان در غرب ازنا واقع شده است.

## موقعیت جغرافیایی
شهرستان ازنا در دامنه اشترانکوه قرار دارد. این شهر از غرب به شهرستان دورود می‌رسد و شهرستان الیگودرز در شرق آن قرار دارد.

## راه‌ها

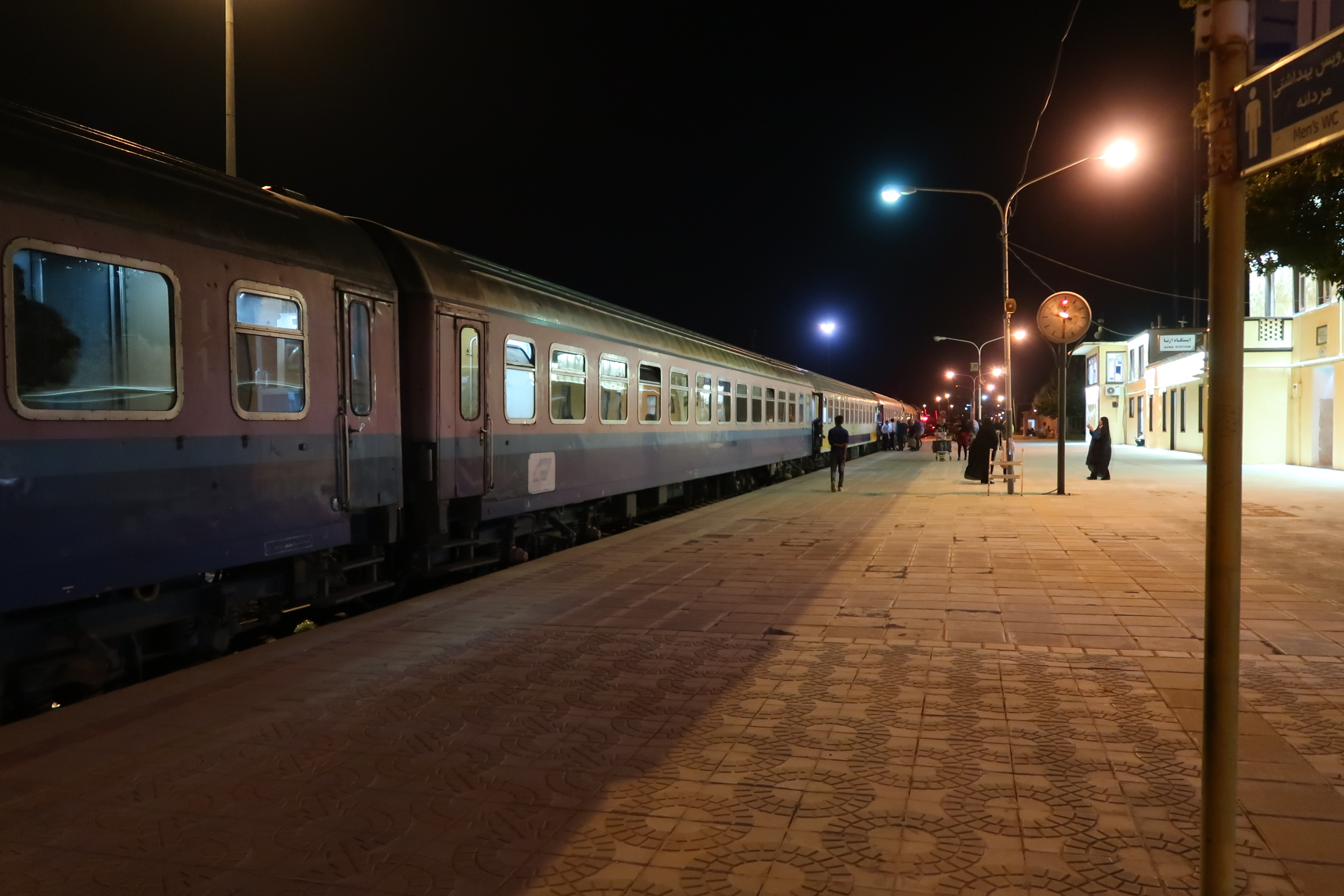
ایستگاه راه‌آهن ازنا

ازنا در میسر جاده اصلی و ارتباطی شهرهای مرکزی و شمالی با غرب و شمالغرب، با شهر تهران ۳۶۵ با شهر اصفهان ۲۴۰ کیلومتر با شهر زنجان ۵۳۹ با شهر خرم‌آباد ۱۳۵ با شهر همدان ۲۳۰ با شهر تبریز ۷۵۷ با شهر رشت ۵۷۷ و با شهر ساری ۶۱۰ کیلومتر فاصله دارد. همچنین ازنا ارتباط استان لرستان را با استان مرکزی برقرار می‌کند و فاصله ازنا با اراک حدود ۷۵ کیلومتر می‌باشد. راه‌آهن سراسری ایران این شهر را به دو نیم تقسیم کرده است. این خط که در زمان جنگ جهانی دوم توسط رضا شاه پهلوی ساخته شده از مهم‌ترین علل پیشرفت ازنا می‌باشد.

## صنایع
کارخانجات صنعتی فعال در ازنا عبارتند از صنایع فروآلیاژ ایران، گداز قطعه کیا سازنده قطعات خودرو، شرکت‌های سنگ صادراتی و دیگر صنایع کوچک که عمدتاً به بخش تولید سنگ‌های ساختمانی مشغول هستند. همچنین شرکت ذوب آهن ازنا که از بزرگ‌ترین صنایع فولاد غرب کشور می‌باشد در منطقه ویژه اقتصادی ازنا در حال احداث است. و شرکت تولید داروی بایر افلاک ازنا نیز از دیگر صنایع فعال در این شهر می‌باشد.
همچنین ازنا یکی از مهم‌ترین مکان‌ها برای استخراج سنگ سفید چینی کریستال است که بیشتر به‌صورت سنگ اسلب توسط کوپ‌های استخراج شده از معادن سنگ ازنا تولید و به شهرک‌های صنعتی مانند: شهرک صنعتی محمودآباد اصفهان انتقال می‌یابند برای برش توسط اره و در نهایت محصولی به نام سنگ اسلب ازنا که توسط معماران و سازندگان داخلی و خارجی مورد توجه قرار گرفته است.

## تپه‌های باستانی ازنا
شهرستان ازنا دارای ۱۰۶ تپه باستانی است که دارای شماره ثبت آثار ملی ایران هستند. این تپه‌ها بیشتر مربوط به عصر مفرغ و آهن می‌باشند و از سال ۱۳۸۰ تا ۱۳۸۶ به ثبت رسیده‌اند. وجود تعداد بالای تپه‌های باستانی و وجود مناطق دیگر باستانی در این شهرستان گواه اینست که این منطقه جغرافیایی از دیرباز تا به امروز سکونتگاه انسان‌ها در دوره‌های مختلف بوده است.